# Myles Kennedy

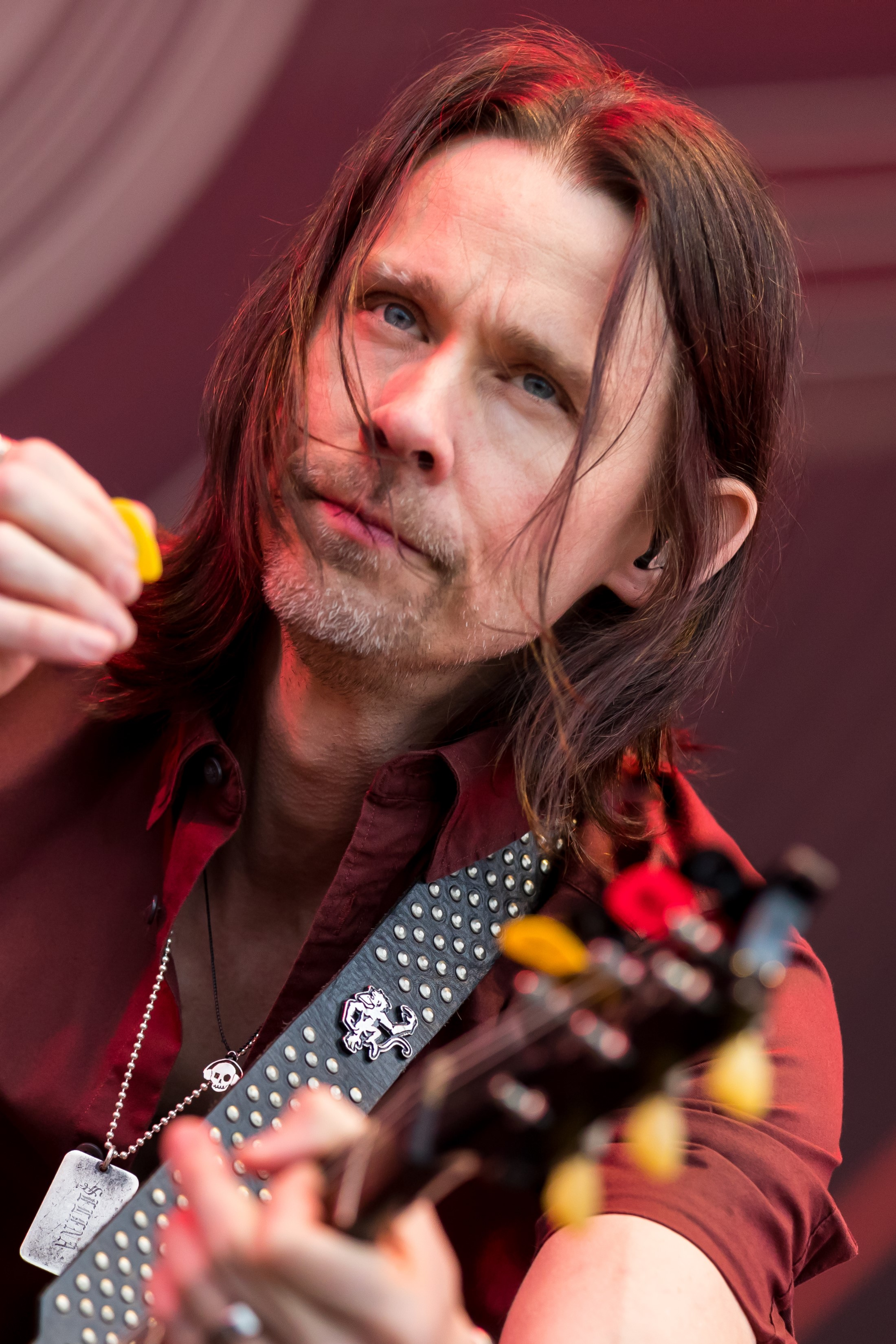
Myles Kennedy (2017)

Myles Kennedy (* 27. November 1969 in Boston, Massachusetts; eigentlich Myles Richard Bass) ist ein US-amerikanischer Sänger und Gitarrist.

## Leben

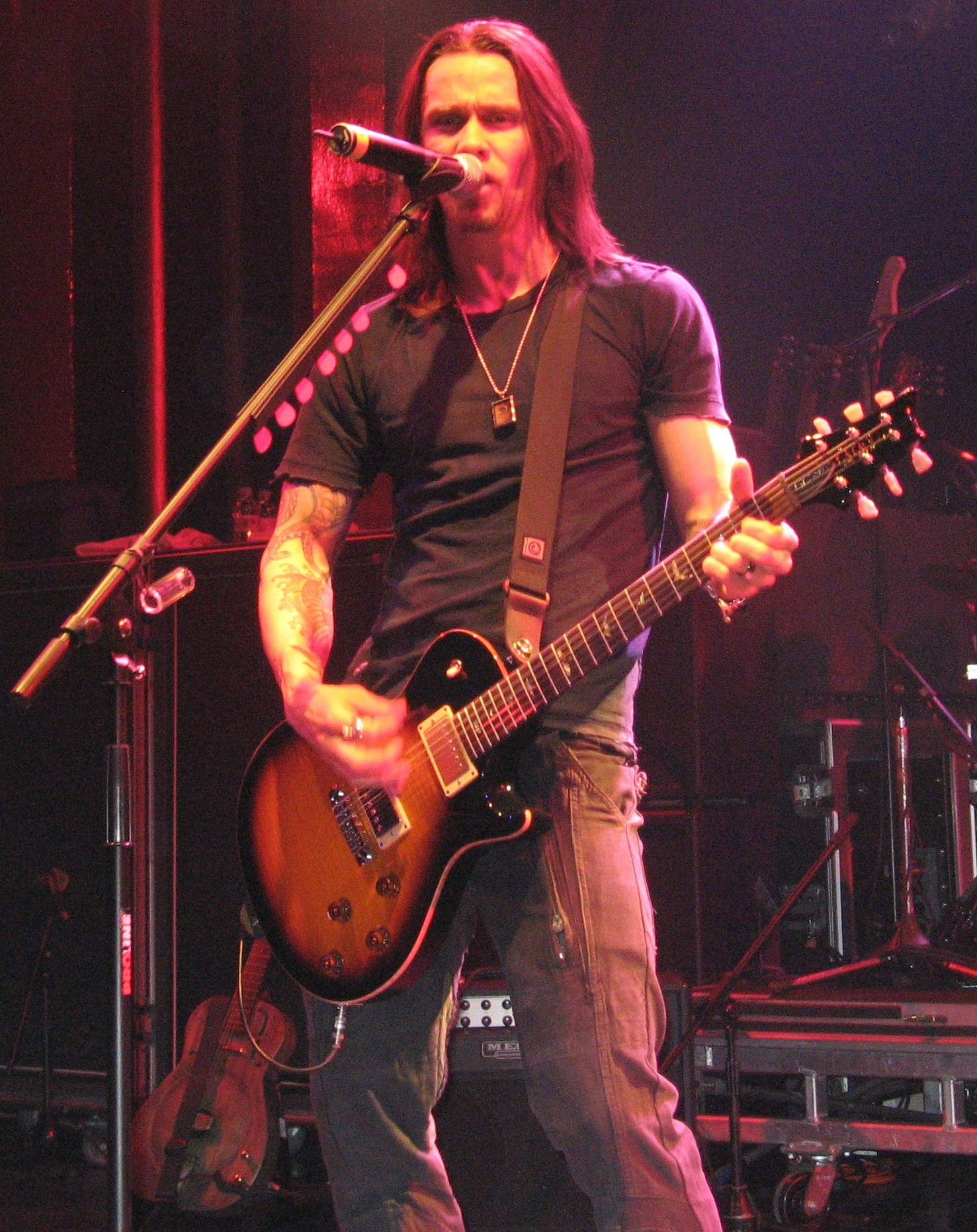
Myles Kennedy (2008)

Kennedy zog als Kind nach Spokane, Washington, und wuchs in einer christlichen Familie auf einem Bauernhof auf. Sein Vater Richard Bass starb, als Myles vier Jahre alt war. Seine Mutter heiratete danach einen Seelsorger, und die Familie nahm den Nachnamen Kennedy an. 
Myles Kennedy besuchte die Mead High School und fand musikalische Inspiration bei Led Zeppelin, Marvin Gaye und Stevie Wonder. Er begann im Alter von zehn Jahren, Trompete zu spielen, Gitarre mit fünfzehn Jahren durch das Kopieren von Jimmy Pages Spielweise. Er fand seine Singstimme durch Anhören der Plattensammlung seiner Eltern, die Aufnahmen von Marvin Gaye und Stevie Wonder enthielt. Auch ließ er sich von Robert Plant beeinflussen. Er spielte Gitarre in einer Jazz-Band und Trompete in einer Blaskapelle. Er verbrachte auch einige Zeit in einer lokalen Heavy-Metal-Band namens Bittersweet mit Mitschülern. Nach seinem Abschluss im Jahr 1988 studierte er Musik im Spokane Falls Community College. Er verfügt über ein Stimmspektrum von vier Oktaven.
Kennedy ist Sänger der Band Alter Bridge, die sich aus drei Mitgliedern der Band Creed gebildet hat, und spielt neben Mark Tremonti die Rhythmusgitarre. Er hatte vorher bei der Band The Mayfield Four gesungen. Er hatte 2001 eine Nebenrolle im Film Rock Star. Im Jahre 2009 sang er als einer von mehreren Gastmusikern auf dem Album Slash von Slash und war auch Sänger bei dessen Tour 2010/11. 2012 wurde das Studioalbum Apocalyptic Love und 2014 das Studioalbum World on Fire von Slash veröffentlicht, welche unter der Künstlerbezeichnung Slash featuring Myles Kennedy and The Conspirators erschienen.
Im Jahre 2008 traf er sich mit den Led-Zeppelin-Mitgliedern John Paul Jones, Jimmy Page und Jason Bonham, um gemeinsam deren Songs zu spielen. Da Robert Plant nach der Led Zeppelin Wiedervereinigung 2007 nicht mit der Band auf Tournee gehen wollte, plante man ein Projekt mit anderem Sänger. Die bisher bekannten zwei anderen Kandidaten waren Chris Cornell und Steven Tyler. Jedoch wurde nie etwas aus diesem Vorhaben.

## Diskografie

### Solo
| Jahr | Titel Musiklabel                     | Höchstplatzierung, Gesamtwochen, AuszeichnungChartplatzierungen (Jahr, Titel, Musiklabel, Platzierungen, Wochen, Auszeichnungen, Anmerkungen) | Höchstplatzierung, Gesamtwochen, AuszeichnungChartplatzierungen (Jahr, Titel, Musiklabel, Platzierungen, Wochen, Auszeichnungen, Anmerkungen) | Höchstplatzierung, Gesamtwochen, AuszeichnungChartplatzierungen (Jahr, Titel, Musiklabel, Platzierungen, Wochen, Auszeichnungen, Anmerkungen) | Höchstplatzierung, Gesamtwochen, AuszeichnungChartplatzierungen (Jahr, Titel, Musiklabel, Platzierungen, Wochen, Auszeichnungen, Anmerkungen) | Höchstplatzierung, Gesamtwochen, AuszeichnungChartplatzierungen (Jahr, Titel, Musiklabel, Platzierungen, Wochen, Auszeichnungen, Anmerkungen) | Anmerkungen                            |
| Jahr | Titel Musiklabel                     | DE | AT | CH | UK | US | Anmerkungen                            |
| ---- | ------------------------------------ | --- | --- | --- | --- | --- | -------------------------------------- |
| 2018 | Year of the Tiger Napalm Records     | DE14 (2 Wo.)DE | AT10 (2 Wo.)AT | CH12 (2 Wo.)CH | UK12 (2 Wo.)UK | US63 (1 Wo.)US | Erstveröffentlichung: 9. März 2018     |
| 2021 | The Ides of March Napalm Records     | DE9 (1 Wo.)DE | AT8 (1 Wo.)AT | CH11 (3 Wo.)CH | UK20 (1 Wo.)UK | US170 (1 Wo.)US | Erstveröffentlichung: 14. Mai 2021     |
| 2024 | The Art of Letting Go Napalm Records | DE36 (1 Wo.)DE | AT10 (… Wo.)AT | CH20 (1 Wo.)CH | UK98 (1 Wo.)UK | — | Erstveröffentlichung: 11. Oktober 2024 |

### Mit Slash
| Jahr | Titel Musiklabel                        | Höchstplatzierung, Gesamtwochen, AuszeichnungChartplatzierungen (Jahr, Titel, Musiklabel, Platzierungen, Wochen, Auszeichnungen, Anmerkungen) | Höchstplatzierung, Gesamtwochen, AuszeichnungChartplatzierungen (Jahr, Titel, Musiklabel, Platzierungen, Wochen, Auszeichnungen, Anmerkungen) | Höchstplatzierung, Gesamtwochen, AuszeichnungChartplatzierungen (Jahr, Titel, Musiklabel, Platzierungen, Wochen, Auszeichnungen, Anmerkungen) | Höchstplatzierung, Gesamtwochen, AuszeichnungChartplatzierungen (Jahr, Titel, Musiklabel, Platzierungen, Wochen, Auszeichnungen, Anmerkungen) | Höchstplatzierung, Gesamtwochen, AuszeichnungChartplatzierungen (Jahr, Titel, Musiklabel, Platzierungen, Wochen, Auszeichnungen, Anmerkungen) | Anmerkungen                                                                           |
| Jahr | Titel Musiklabel                        | DE | AT | CH | UK | US | Anmerkungen                                                                           |
| ---- | --------------------------------------- | --- | --- | --- | --- | --- | ------------------------------------------------------------------------------------- |
| 2011 | Live – Made in Stoke 24/7/11 Eagle Rock | DE40 (1 Wo.)DE | AT74 (1 Wo.)AT | CH80 (1 Wo.)CH | — | US194 (1 Wo.)US | Slash feat. Myles Kennedy Erstveröffentlichung: 14. November 2011                     |
| 2012 | Apocalyptic Love Dik Hayd               | DE5 (7 Wo.)DE | AT3 (9 Wo.)AT | CH3 (13 Wo.)CH | UK12 Silber · (10 Wo.)UK | US4 (11 Wo.)US | Slash feat. Myles Kennedy & the Conspirators Erstveröffentlichung: 22. Mai 2012       |
| 2014 | World on Fire Dik Hayd                  | DE2 (5 Wo.)DE | AT5 (6 Wo.)AT | CH1 (10 Wo.)CH | UK7 Silber · (11 Wo.)UK | US10 (8 Wo.)US | Slash feat. Myles Kennedy & the Conspirators Erstveröffentlichung: 15. September 2014 |
| 2015 | Live at the Roxy 25.9.14 Dik Hayd       | DE29 (3 Wo.)DE | AT69 (1 Wo.)AT | CH60 (1 Wo.)CH | UK57 (1 Wo.)UK | — | Slash feat. Myles Kennedy & the Conspirators Erstveröffentlichung: 15. Juni 2015      |
| 2018 | Living the Dream Snakepit Records       | DE6 (4 Wo.)DE | AT2 (4 Wo.)AT | CH1 (7 Wo.)CH | UK4 (2 Wo.)UK | US27 (1 Wo.)US | Slash feat. Myles Kennedy & the Conspirators Erstveröffentlichung: 21. September 2018 |
| 2019 | Living the Dream Tour Dik Hayd          | DE27 (1 Wo.)DE | — | CH42 (1 Wo.)CH | — | — | Slash feat. Myles Kennedy & the Conspirators Erstveröffentlichung: 20. September 2019 |
| 2022 | 4 Dik Hayd                              | DE4 (4 Wo.)DE | AT4 (4 Wo.)AT | CH2 (5 Wo.)CH | UK5 (2 Wo.)UK | US93 (1 Wo.)US | Slash feat. Myles Kennedy & the Conspirators Erstveröffentlichung: 11. Februar 2022   |

### Mit The Mayfield Four
- 1998: Fallout
- 2001: Second Skin

### Mit Citizen Swing
- 1993: Cure Me with the Groove
- 1995: Deep Down

### Mit Cosmic Dust
- 1991: Journey